# Amphioctopus fangsiao
Amphioctopus fangsiao is een inktvissensoort uit de familie van de Octopodidae. De wetenschappelijke naam van de soort werd voor het eerst geldig gepubliceerd in 1839 door d'Orbigny.